# Frans Mintjens
Frans Mintjens (Westmalle, 23 novembre 1946) è un ex ciclista su strada belga.

## Carriera
Professionista dal 1969 al 1977, fu, insieme a Joseph Bruyere, Julien Stevens e Victor Van Schil, uno dei quattro storici e fedeli gregari di Eddy Merckx; in carriera vinse un Gran Premio Pino Cerami e una kessel-Lier.
Ottenne inoltre diversi prestigiosi piazzamenti, tra cui un quarto posto al Trofeo Laigueglia (1974).

## Palmarès
- 1969

Gran Premio Pino Cerami
- 1970

Giro delle Fiandre Orientali
- 1975

Prix de Saint Amands
- 1976

Kesser-Lier

## Piazzamenti

### Grandi giri
- Giro d'Italia

1970: 49º
1972: 20º
1973: 26º
- Tour de France

1976: 76º
1970: 75º
1971: 57º